# Gustavo Cerati

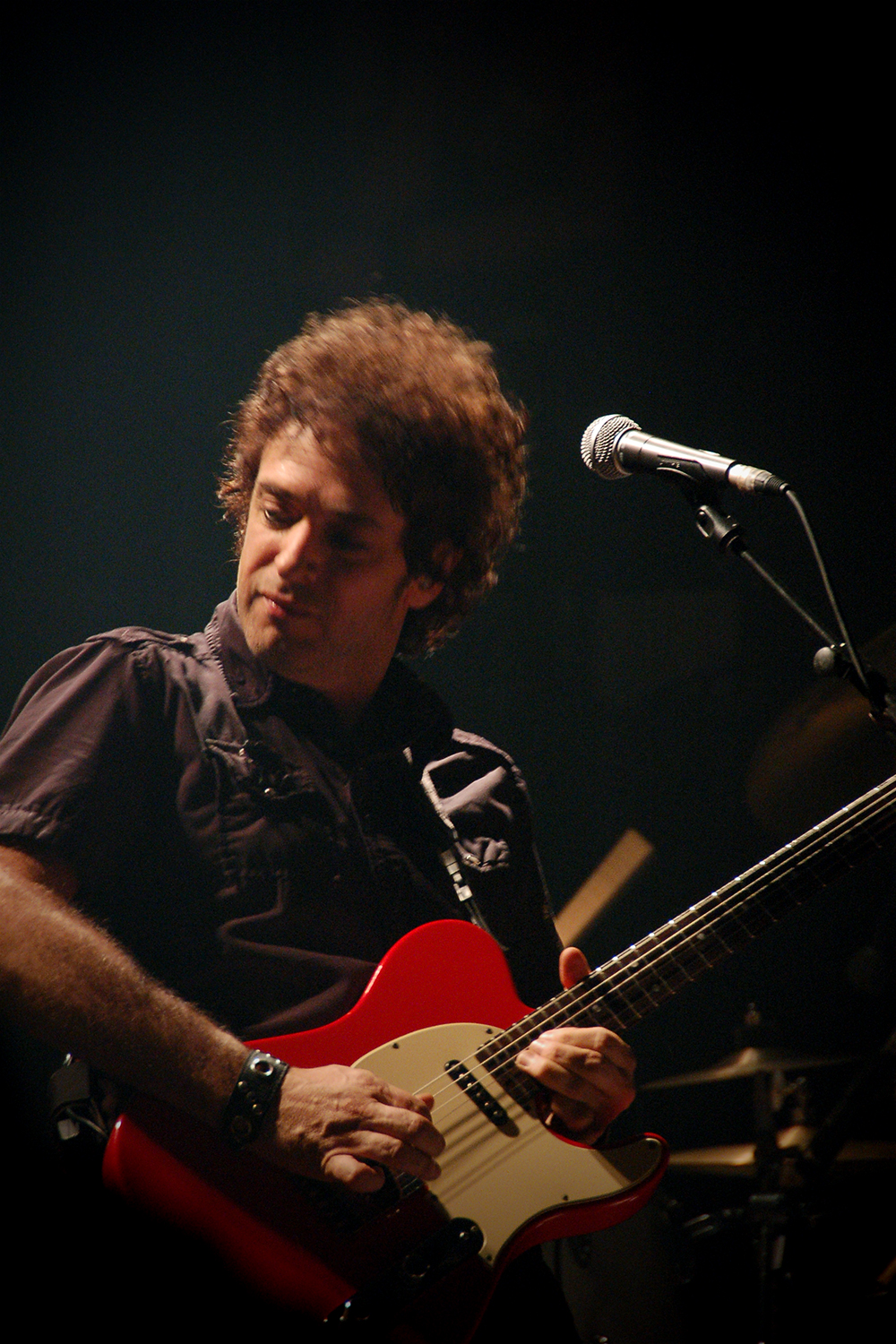
Gustavo Cerati, Madrid, 2006.10.10

Gustavo Adrián Cerati Clark (Buenos Aires, 11 augustus 1959 – aldaar, 4 september 2014) was een Argentijns artiest, singer-songwriter, gitarist en producent. Hij was de frontman, leadzanger, leadgitarist en songwriter van de Argentijnse rockgroep Soda Stereo, een van de invloedrijkste bands in de Latijns-Amerikaanse muziek.

## Levensloop
Begin jaren negentig ging hij solo. In Europa is hij vooral bekend vanwege de samenwerking met Shakira:
- 'Día Especial' van het album Fijación Oral, Vol. 1
- 'No' van het album Fijación Oral, Vol. 1

Vanaf 15 mei 2010 verkeerde hij vanwege een herseninfarct in coma. Hij overleed vier jaar later op 55-jarige leeftijd.

## Discografie

### Amor amarillo
Amor amarillo (Gele liefde) is het eerste soloalbum en kwam in 1993 uit. Hieruit zijn drie singles voortgekomen:
- Te Llevo Para Que Me Lleves (Ik neem jou zodat jij mij kunt nemen)
- Pulsar (Drukken)
- Lisa

### Bocanada
Het tweede album heet Bocanada (Luchtstraal) en werd uitgebracht in het jaar 1999. Hieruit zijn zes singles voortgekomen:
- Raíz (Wortel)
- Puente (Brug)
- Paseo Inmoral (De onzedelijke gang)
- Tabú (Taboe)
- Engaña (Het bedriegt)
- Río Babel (Rivier de Babel)

### Siempre es hoy
Het derde album getiteld Siempre es hoy (Het is altijd vandaag) dateert uit 2002 en resulteerde in drie singles:
- Cosas Imposibles (Onmogelijke dingen)
- Karaoke
- Artefacto (Kunstvoorwerp)

### Ahí vamos
Het vierde album, Ahí vamos (Daar gaan we), verscheen in 2006 en bracht vier singles voort:
- Crimen (Misdaad)
- La Excepción (De uitzondering)
- Adiós (Tot ziens)
- Lago En El Cielo (Het meer in de hemel)

### Fuerza natural
(2009-2010)
- Fuerza natural
- Déjà vu
- Rapto